# Mike Procter
Michael John Procter (bekannt als Mike Procter; * 15. September 1946 in Durban, Südafrika; † 17. Februar 2024; Umhlanga, Südafrika) war ein südafrikanischer Cricketspieler, der zwischen 1967 und 1970 für die südafrikanische Nationalmannschaft spielte.

## Aktive Karriere
Procter gab sein First-Class-Debüt in der Saison 1965 und spielte in der Folge für Natal in Südafrika und als Übersee-Spieler für Gloucestershire in England. Sein Test-Debüt für Südafrika erfolgte bei der Tour gegen Australien im Januar 1967, wobei ihm insgesamt sieben Wickets (3/27 & 4/71) gelangen. Bei seinem zweiten Einsatz in der Serie erreichte er 4 Wickets für 32 Runs. Als Australien in der Saison 1969/70 erneut nach Südafrika kam, erzielte er im ersten Test 4 Wickets für 20 Runs. Nach drei weiteren Wickets (3/62) im zweiten Spiel und zwei Mal drei Wickets (3/48 & 3/24) im dritten Test, gelangen ihm in der abschließenden vierten Begegnung insgesamt neun Wickets (3/30 & 6/73). Dies war der letzte Test Südafrikas, bevor es auf Grund der Apartheids-Politik des Landes vom Weltverband suspendiert wurde. Somit bekam er keine weiteren Möglichkeiten mehr für die Nationalmannschaft zu spielen. Nachdem er seit 1968 Probleme mit seinem Knie hatte, musste er 1975 an diesem operiert werden. Er verblieb in Gloucestershire bis 1981, deren Kapitän er zeitweise war und als solcher zum Gewinn des Benson and Hedges Cup 1977 anführte. Er spielte zwischenzeitig auch für Rhodesien und beendete seine First-Class-Karriere mit Natal in der Saison 1988/89.

## Nach der aktiven Karriere
Schon zum Ende seiner aktiven Karriere arbeitete er als Director of Coaching für Northamptonshire, mit denen er die National Westminster Bank Trophy 1990 gewann. Als Südafrika wieder zurück zum internationalen Cricket kam, war er für die ersten zwei Jahre ihr Coach. Im Jahr 2001 begann er als Match Referee für den ICC zu arbeiten und beaufsichtigte in dieser Position bei Tour Pakistans in England im Sommer 2006 den aufgegebenen Test Pakistans, nachdem der Umpire Darrell Hair diese der Ballmanipulation bezichtigt hatte. Auch verantwortete er die Entscheidung der Sperre von Harbhajan Singh während der Tour Indiens in Australien in der Saison 2007/08, als dieser den australischen Spieler Andrew Symonds rassistisch beleidigt haben sollte. Diese wurde später durch den Weltverband aufgehoben und kurz darauf schied Proctor als Referee aus. Daraufhin wurde er als Vorsitzender der Selektoren der südafrikanischen Nationalmannschaft berufen. Das Selektoren-Team wurde dann im Januar 2010 zusammen mit dem Coaching-Team der Nationalmannschaft nach Erfolglosigkeit der Mannschaft entlassen. Im Februar 2024 verstarb er im Alter von 77 Jahren.